# Cneoglossidae
Cneoglossidae je čeleď brouků z nadčeledi Byrrhoidea, vyskytujících se v Jižní a Střední Americe.

## Taxonomie
- Rod Cneoglossa Guérin-Méneville
  - Cneoglossa brasiliensis Wittmer, 1948
  - Cneoglossa brevis Champion, 1897
  - Cneoglossa collaris Guérin-Méneville, 1849
  - Cneoglossa edsoni Costa, Vanin & Ide, 1999
  - Cneoglossa elongata Pic, 1916
  - Cneoglossa gournellei Pic, 1916
  - Cneoglossa lampyroides Champion, 1897
  - Cneoglossa longipennis Pic, 1915
  - Cneoglossa peruviana Pic, 1916
  - Cneoglossa rufifrons Pic, 1916